# Тут проходить кордон
Тут проходить кордон — радянський трисерійний художній фільм 1971 року, знятий на кіностудії «Узбекфільм».

## Сюжет
Прикордонник з величезним стажем — Яків Корешников — керує операцією по затриманню групи іноземних агентів. Ще в 1920-ті роки він брав участь в ліквідації банди басмачів. Тоді він вперше зустрівся зі зрадником Абзалом. У роки Німецько-радянської війни Корешникову знову довелося зіткнутися з Абзалом. Заслані в район Туркестанської магістралі диверсанти були тоді знищені, але Абзалу вдалося сховатися. І ось остання зустріч…

## У ролях
- Юрій Дедович — Яков («Йошка») Корешников (озвучив Юрий Саранцев)
- Іван Савкін — Федір Опанасович Лозовий, начальник застави
- Тулкун Таджиєв — Аман, друг Якова («Йошкі»)
- Ніна Забродіна — Світлана Миколаївна, доктор
- Якуб Ахмедов — Талібхан, басмач-диверсант
- Набі Рахімов — Абзал, диверсант-нелегал іноземної розвідки
- Раззак Хамраєв — Джафарбек, голова басмачів
- Закір Мухамеджанов — Джалілов, секретар райкому
- Учкун Рахманов — Каїп Іяс
- Шаріф Кабулов — Назаркул, помічник диверсантів
- Віктор Рождественський — «Георгій Брагін», майор НКВС (озвучив Костянтин Тиртов)
- Аїда Юнусова — Хасіят, дружина Назаркула
- Яйра Абдулаєва — дружина Абзала
- Сагді Табібуллаєв — старий Рахім-ака (озвучив Костянтин Тиртов)
- Шухрат Іргашев — інженер, диверсант-підривник
- Фархад Хайдаров — Максуд, басмач-диверсант
- Уткур Ходжаєв — Хіслят, басмач-диверсант
- Хамза Умаров — генерал держбезпеки Камалов
- Пулат Саїдкасимов — Джураєв, співробітник КДБ
- Світлана Норбаєва — Фаттахова і Карін Берг, співробітниця Ташкентського інституту геодезії і картографії
- Хашим Гадоєв — Тюркан
- Володимир Русінов — Кріс
- Валентин Грачов — черговий-прикордонник
- Юрій Рубан — Флегонт Мордовцев, сінозаготівельник
- Руслан Ахметов — прикордонник
- Володимир Волчик — Музафар, хазяїн кальянів
- Валентин Голубенко — Дзюба
- Джура Таджиєв — батько Амана
- Тамара Шакірова — наречена Амана
- Валерій Цвєтков — рядовий Ромашов
- Віктор Павленко — експерт
- Абдужаліл Бурибаєв — наречений Фаттахової
- Ніна Черкинська — туристка
- Туган Режаметов — епізод
- Ісамат Ергашев — Ісамат
- Євген Сегеді — турист, агент іноземної розвідки
- Ніна Мягкова — племінниця Якова
- Олев Ескола — шеф іноземної розвідки
- Айно Піхламягі — секретар шефа іноземної розвідки
- Файме Юрно — дівчина у барі
- Раджаб Адашев — поранений
- Анвара Алімова — епізод
- Уктам Лукманова — Уктам
- Бехзод Хамраєв — епізод

## Знімальна група
- Режисери — Юрій Степчук, Едуард Хачатуров
- Сценаристи — Валентин Черних, Анатолій Чехов
- Оператор — Абдурахім Ісмаїлов
- Композитор — Руміль Вільданов
- Художник — Євген Пушин